# Эстонский конституционный референдум (1932)
Конституционный референдум был проведён в Эстонии в период между 13 и 15 августа 1932 года. Предложенная парламентом новая конституция была отклонена 50,8 % избирателей при явке в 90,5 %.

## Результаты
| За или против                             | Голоса  | %    |
| ----------------------------------------- | ------- | ---- |
| За                                        | 333 979 | 49,2 |
| Против                                    | 345 212 | 50,8 |
| Недействительные/испорченные бюллетени    | 13 111  | -    |
| Всего                                     | 692 302 | 100  |
| Число зарегистрированных избирателей/явка | 765 002 | 90,5 |
| Источник: Nohlen & Stöver                 |         |      |

## Список литературы
1. ↑  Nohlen, D & Stöver, P (2010) Elections in Europe: A data handbook, p574 ISBN 978-3-8329-5609-7
2. ↑  Nohlen & Stöver, p579